# Дионис Дюришин
Дионис Дюришин (на словашки: Dionýz Ďurišin, 1929-1997) е словашки литературен критик и литературен теоретик компаративист. Известен с развиването на понятията световна литература, междулитературни процеси и междулитературност.

## Биография
Роден е на 16 октомври 1929 във Вишна Йедлова. Завършва руската гимназия в Прешов през 1948 г. През 1948 – 1952 г. следва славистика и русистика във Философския факултет на Братиславския университет. Между 1952 и 1959 г. работи във Висшето педагогическо училище в Братислава. От 1960 г. до края на живота си е научен сътрудник към Словашката академия на науките. Умира на 26 януари 1997 в Братислава.

## Възгледи
В своя труд Теория на литературната компаративистика (1975) той определя „литературния процес“ като „сбор от вътрешните закони на развитие на литературата“. Той отбелязва, че крайната цел на литературното изследване не е „просто реконструкцията на законите в националната литература, разглеждана като органично литературно-историческо единство, но и разчитането на по-широките закони на литературния процес, водещи в крайна сметка до разчитането на законите, управляващи световната литература“. В същата книга Дюришин посочва като свои предшественици Александър Веселовски и Виктор Жирмунски.
В книгата си Osobitne medziliterarne spolecenstva (1991) той въвежда понятието „двудомност“. Дефинира я като „органична, родствена принадлежност на творческата личност и нейното творчество или част от него към две или повече литературни системи“ (с. 26). Като се опира върху „двудомността“ (и многодомността) на словашко-чешките писатели Ян Колар и Павел Шафарик, Дюришин визира различни варианти на „двудомност“ - програмна, интенционална, потенциална, асиметрична и пр., посочвайки различните им проявления в словашко-чешките, украинско-руските, беларуско-руските, югославските, каталонско-галицийско-баскийско-кастилските, словенско-хърватските, немско-австрийските и пр. литературни общности.

## На български
- „???“. – В: сп. Език и литература, 1996, кн.5-6